# سيرخيو أريباس (لاعب كرة قدم مواليد 2001)
سيرجيو أريباس كالفو (بالإسبانية: Sergio Arribas Calvo؛ مواليد 30 سبتمبر 2001) هو لاعب كرة قدم إسباني يلعب في مركز الوسط مع نادي ألميريا.

## مسيرته الكروية
ولد أريباس في مدريد، وانضم إلى لا فابريكا في ريال مدريد عام 2012، بعد أن مثل سي نادي ليغانيس وبينيتو بيريز جالدوس. في سبتمبر 2020، بعد مساعدته لفريق ريال مدريد تحت 20 عامًا على الفوز بالدوري الأوروبي للشباب، تمت ترقيته إلى الفريق الاحتياط في الدوري الإسباني الدرجة الثانية بي.
شارك أريبياس مع الفريق الأول – والدوري الإسباني – لأول مرة في 20 سبتمبر 2020، حيث دخل كبديل متأخرًا عن فينيسيوس جونيور في مباراة التعادل السلبي 0–0 خارج أرضه أمام ريال سوسيداد.

## الإنجازات
ريال مدريد
- الدوري الأوروبي للشباب: 2019–20[3]

كأس العالم للأندية 2022

## وصلات خارجية
- هذه المقالة غير مرتبط بويكي بيانات